# Хурхумал, Валентина Исмаиловна
Хурхумал Валентина (Ляля) Исмаиловна (26 августа 1938, с. Атара, Очамчырский р-н, Грузинская ССР — 29 сентября 2022) — советский и абхазский художник-прикладник, керамист, живописец, график, член Союза художников Абхазии и Союза художников СССР (1974). Народный художник Абхазии (2018).
Работы хранятся в Национальной картинной галерее Республики Абхазии, в Министерстве культуры России, в государственной галереи Грузии, в коллекции «Священной Митрополии Абхазии», в частных коллекциях Абхазии, Франции, России, США, Греции, Индии, Италии, Германии и др.
Основные материалы: фарфор, шамот, красная глина, огнеупорные материалы, шамот.

## Биография
В 1945—1956 жила в с. Акуаскиа Очамчырского района.
В 1956 окончила среднюю школу в с. Пакуаш Очамчырского района. Начинает рисовать с 4 класса.
После чего была пионервожатой в Ткуарчальской школе № 5 и выпускала стенную газету «Крокодил», рисовала карикатуры.
С 1956 по 1960 год работала в детском саду воспитательницей и художественным оформителем в г. Ткуарчал
В 1962 поступает в мастерскую профессора художника-графика Константина Зефирова, который находился в командировке в Ткуарчал из Ленинграда. Константин заметил газету, которая была отрисована Валентиной и нашёл художницу. Попросил выполнение её художественное задание — нарисовать несколько натюрмортов, проанализировав работы он рекомендовал ей поступить в подготовительную школу в Сухуме.
В 1963 учится в Сухумской художественной школе, где готовили абитуриентов для поступления в Академию художеств.
В 1964 за её профессиональную подготовку, приняли сразу на четвёртый курс скульптурного отделения художественного училища им. Я. И. Николадзе в Тбилиси, и она прошла курс, рассчитанный на 5 лет обучения за два года.
В 1965 с отличием заканчивает художественное училище. Её дипломная работа — «Портрет студентки» — была особо отмечена комиссией.
В 1965—1970 училась в Тбилисской государственной академии художеств на факультете декоративной керамики.
В году обучения её фигура «Стремление» была выпущена в большом тираже в керамическом сувенирном цеху в Тбилисси.
С 1970 преподавала в Сухумском художественном училище керамику, скульптуру.
В Тбилисском комбинате керамических изделий, по её эскизам, выпускались настольные керамические скульптуры малой формы, из фаянса и майолики. Любовь к детям, которая зародилась у неё ещё в детском саду, в Ткуарчале, отразилась в дипломной работе — многофигурной композиции, скульптуре малой формы «Дети мира».
В 1970—1976 годах по рекомендациям педагогов Академии художеств была направлена в творческую командировку в Дом творчества «Дзинтари» по 2 месяца.
В 1976 году создает в Дом творчества «Дзинтари» (Вильнюс) композицию малой формы из керамики «Маленькие наездники» (шамот)
В 1974 была принята в члены Союза художников СССР и в члены Союза художников Абхазии.
После грузино-абхазского конфликта вывозила студентов Сухумского художественного училища на практику в Нальчик, где и осталась работать на 11 месяцев.
Дважды признавалась лучшим художником года. В 2003 она стала победительницей конкурса «Лучший художник 2003 года» за предоставленную работу «Мой дедушка — долгожитель».
Скончалась 29 сентября 2022 года.

## Выставки
С 1970 года постоянно участвовала в выставках, организуемых Союзом художников Республики Абхазии.
В 1974 серия работ: многофигурные скульптуры малой пластики из керамики («Мир детям») участвовали на Всесоюзной выставке в г. Москва.
В 1976, её композиции малой формы из керамики «Маленькие наездники», участвовали на всесоюзной выставке в г. Вильнюсе.
В 80—90-е участвовала на международных выставках в Германии и Италии, организуемых Союзом художников СССР.
С 1993 участвовала во всех групповых выставках в Абхазии и за её пределами, организуемых Союзом художников Абхазии.
В 1974—2018 годах персональные выставки в Нальчике.
Вместе с другими абхазскими художниками участвовала в выставке «Аимадара».
В 2018 персональная выставка прошла в Центральном выставочном зале Союза художников Абхазии в Сухуме. Выставка приурочена к её 80-летнему юбилею.

## Произведения
Оформляла следующие объекты по заказу Зураба Церетелли: декоративные вазы в ресторане «Агагби» (Тбилисси).
Монументальные работы:
В 1983 была изготовлена монументальная многофигурная композиция с участием брата, художника Вячеслав Хурхумал, панно-горельеф «Джамхух — сын оленя» (11м х 5м) в городе Тваркчал, на заводе «Заря». Совместно с Вячеславом Хурхумал, Отаром Мацхарашвили.

## Оценка творчества
«Она — безбашенная, она — художник, у неё все на чувстве основано. Она чувствует этот материал и мажет. Вот, например, если живописцу не хватает какой-то краски, он может творог применить, крем для обуви, зубную пасту. У неё и с цветовой гаммой решено, она нигде не подмазывает акрилами, она не использует химию, это все — натуральная керамика и высокие огни!» — Александр Донченко

## Государственные награды
2004 лауреат Государственной премии им. Д. И. Гулиа за многочисленные композиции малой пластики и серии графических работ, и за многочисленные декоративные росписи по керамическим сосудам, барельефам и горельефам.

## Семья
Мать — Хикур Бегларовна Мацхарашвили (1919—1987) домохозяйка
Отец — Исмаил Кадырович Хурхумал (1909—1943 пропал без вести)
Брат — Вадим Исмаилович (1936—2018) банкир
Сестра — Ира Исмаиловна (1938—2006) бухгалтер